# Bertha van Rouergue
Bertha van Rouergue (overleden tussen 1063 en 1065) was van 1054 tot aan haar dood graaf van Rouergue. Ze behoorde tot het huis Rouergue.

## Levensloop
Bertha was de oudste dochter van graaf Hugo van Rouergue uit diens huwelijk met Fides, dochter van graaf Wilfried II van Cerdanya. Na de dood van haar vader in 1054 werd ze gravin van Rouergue en Gévaudan. De suzereiniteit over Narbonne, Agde, Béziers en Uzès moest ze echter afstaan aan graaf Willem IV van Toulouse.
Omstreeks het jaar 1051 huwde ze met graaf Robert II van Auvergne (overleden in 1096), met wie ze kinderloos bleef. Na haar dood tussen 1063 en 1065 gingen ook Bertha's overige gebieden naar haar verre neef Willem IV van Toulouse.